# Dun Darach
Dun Darach è un videogioco per ZX Spectrum e Amstrad CPC, sviluppato nel 1985 da Greg Follis e Roy Carter per Gargoyle Games. La storia è basata sull'eroe della mitologia irlandese Cuchulainn. Il gioco è un prequel di Tir Na Nog (1984).

## Trama
Un giorno Cuchulainn il Grande stava tornando a casa dopo una battaglia contro i Connachta, insieme al suo auriga Lóeg. Lungo la strada, si fermarono in una locanda, dove incontrarono una ragazza giovane e bella di nome Skar, il cui carro era danneggiato. Lóeg si offrì di aiutarla, mentre Cuchulainn rimase nella locanda. Più tardi l'eroe uscì fuori per vedere a che punto fosse Lóeg con la riparazione, ma si accorse che sia la ragazza sia l'auriga erano spariti. Dal padrone della locanda Cuchulainn riuscì a scoprire che Skar era in realtà una maga alleata dei Connachta, che aveva rapito Lóeg e l'aveva portato nella città segreta di Dun Darach. Cuchulainn cominciò allora una lunga ricerca della misteriosa città, riuscendo alla fine a trovarla e ad entrarvi, allo scopo di cercare Lóeg e liberarlo.

## Modalità di gioco

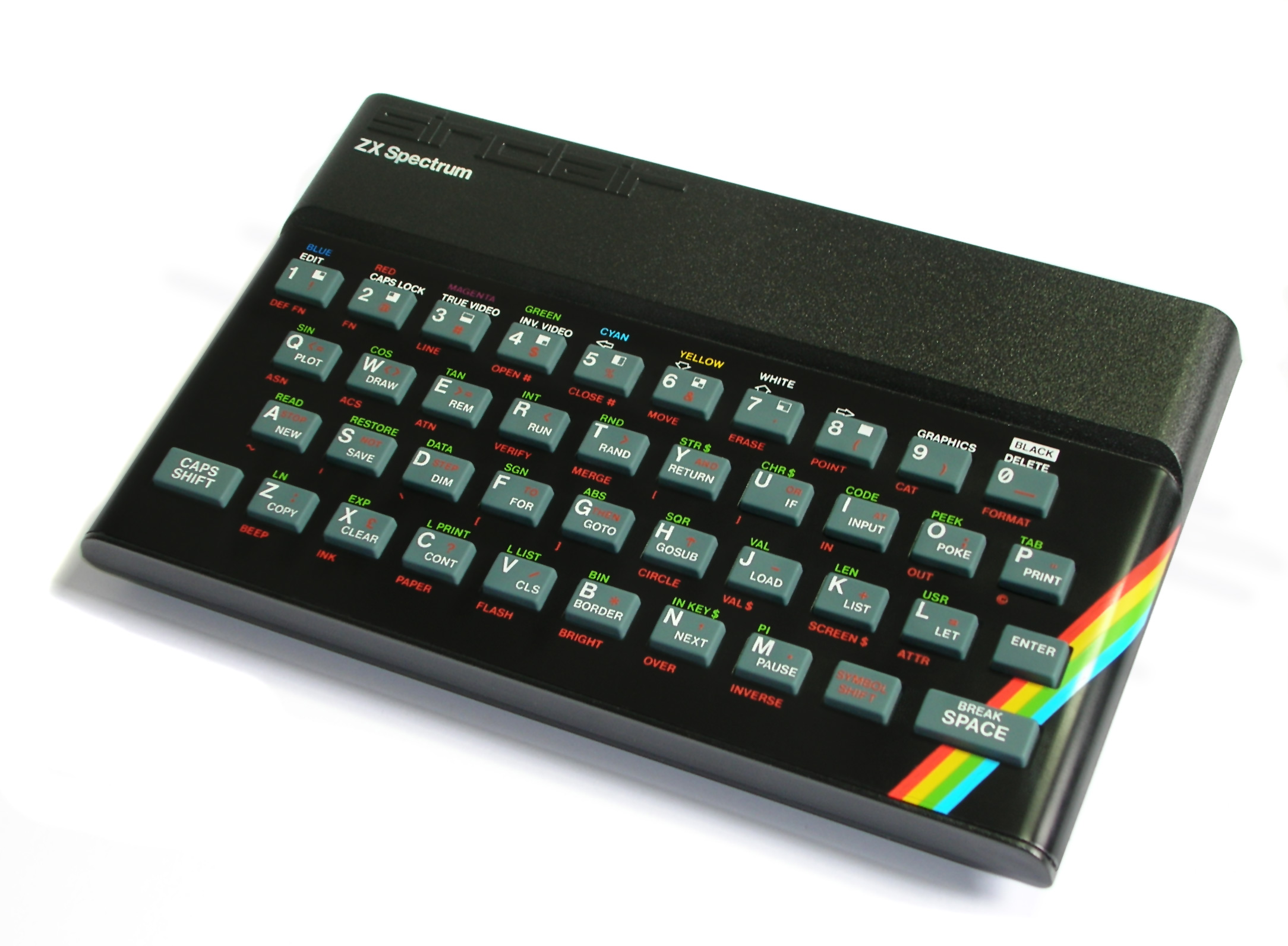
Uno ZX Spectrum 48k.

Dun Darach è un'avventura dinamica con interfaccia e presentazione molto simile al suo predecessore Tir Na Nog. Il gioco è basato sul raccogliere oggetti e interagire con gli altri personaggi muovendosi per la città. Facendo queste cose, appariranno man mano degli indizi o enigmi, basati su giochi di parole o sul pensiero laterale, che dovrebbero portare verso la soluzione del gioco, ossia la liberazione di Lóeg e l'uscita da Dun Darach. Siccome il gioco richiede parecchio tempo per essere completato, è prevista la possibilità di salvare la partita su audiocassetta. Non è prevista la possibilità di essere uccisi: il gioco continua finché il giocatore non completa il gioco o decide di cominciare dall'inizio una nuova partita.
Gli altri personaggi possono interagire con il giocatore dandogli brevi suggerimenti, barattando oggetti, derubandolo o confiscando tutti i suoi averi (questo quando porta con sé oggetti rubati). Il giocatore ha inoltre numerose azioni possibili: può comprare, rubare o vendere oggetti nei numerosi negozi della città, giocare d'azzardo al casinò e anche depositare denaro in banca con un interesse finanziario giornaliero. La città di Dun Darach è grande e consiste di numerosi quartieri; aggirandosi per le strade, l'alternarsi del giorno e della notte (importante se si hanno soldi depositati in banca) è indicato dalle torce appese al muro e dal tipo di saluto che gli altri personaggi rivolgono al giocatore. Cuchulainn può muoversi a nord, sud, est e ovest, ruotando la visuale tramite la tastiera e facendo muovere il personaggio a sinistra o destra, cosicché è possibile vedere solo un lato della strada alla volta.
C'è una zona priva di vie e di abitazioni nel centro della città, una sorta di "buco" che inizialmente avrebbe dovuto essere una casa di tolleranza chiamata "Lady Q's"; essa avrebbe dovuto costituire l'entrata a un intero quartiere a luci rosse, ma l'idea venne censurata e tutto ciò che ne rimase fu un cartello con la scritta Forbidden ("Vietato").

## Accoglienza
Nel 1993 la versione per ZX Spectrum fu votata al 57º posto nella classifica dei cento migliori giochi per Spectrum di tutti i tempi della rivista Your Sinclair.